# Hymenophyllum brevidens
Hymenophyllum brevidens är en hinnbräkenväxtart som beskrevs av Cornelis Rugier Willem Karel van Alderwerelt van Rosenburgh. Hymenophyllum brevidens ingår i släktet Hymenophyllum och familjen Hymenophyllaceae. Inga underarter finns listade.